# جلیل محبی
جلیل محبی (زاده ۱۳۵۸ در زنجان) روحانی شیعه و سیاستمدار اصولگرا اهل ایران است. او فارغ‌التحصیل دکترای رشته حقوق و جزا و جرم‌شناسی از دانشگاه امام صادق و دانش‌آموخته حوزه علمیه و هیئت علمی مرکز پژوهشهای مجلس ایران و معاون مطالعات حکمرانی این مرکز است.

## زندگی
جلیل محبی در ۱۳۵۸ در زنجان به دنیا آمد و در کودکی پدرش را از دست داد. او برای تحصیل به حوزه علمیه رفت و در ۲۱ سالگی پس از معمم شدن در شهریور ۱۳۷۹ برای دوره لیسانس در دانشگاه امام صادق پذیرفته شد و سال ۱۳۹۵ از این دانشگاه در رشته دکتری جرم‌شناسی فارغ‌التحصیل شد. در سال ۱۳۸۰ ازدواج کرد و دو فرزند دختر و پسر دارد. او در سال ۱۳۸۸ به عضویت شورای مرکز جمعیت ایثارگران درآمد و تا زمانی که حسین فدایی به سمت معاونت بازرسی بیت رهبری درآمد در عضویت جمعیت ایثارگران باقی ماند.

## شروع‌فعالیت سیاسی
جلیل محبی آن طور که در رزومه خود در کانال تلگرام‌اش آورده است نخست به عنوان مدیر کل مطالعات حقوقی مجلس در سال ۱۳۸۷ در زمان ریاست احمد توکلی براین مرکز شروع به کار کرد و سپس به ریاست مرکز مطالعات اجتماعی قوه قضائیه در دوره صادق لاریجانی رسید و در سال ۹۱ به‌عنوان رئیس بسیج حقوقدانان پا به عرصه سیاست گذاشت. وی در سال ۱۳۹۷ به ریاست ستاد امر به معروف رسید و تا زمان انتخابات ۱۴۰۰ در این سمت بود و از آنجا علی‌رغم مخالفتش با کاندیداتوری ابراهیم رییسی به دولت رفت و شش ماه به عنوان معاون برنامه‌ریزی و نظارت حقوقی نهاد ریاست جهوری و سرپرست مرکزمطالعات حقوق شهروندی را به عهده داشت و با اختلافاتی که با ابراهیم رییسی پیدا کرد به مرکز پژوهشهای مجلس بازگشت و اکنون عضو هیئت علمی آنجاست و معاون سیاسی حقوقی مرکز پژوهشها و پس از آن معاون مطالعات حکمرانی شد. او از هواداران سید علی خامنه‌ای است و معتقد است مسوولین جمهوری اسلامی بجز سید علی خامنه‌ای درک صحیحی از حکمرانی ندارند و از چیزی که تحجر و اباحه گرایی می‌نامد رنج می‌برند. توییت‌های جلیل محبی عموماً به صورت توامان انتقاد از اصولگرایان و اصلاح طلبان است سعی دارد خود را در خاستگاه متفاوتی معرفی کند و آن را به منتسب به روح‌الله خمینی، سید محمد بهشتی و علی خامنه‌ای بداند. محبی چند بار از واژه راه سوم استفاده کرده و معتقد است اصولگرایان و اصلاح‌طلبان حرف‌های درست و غلطی دارند و باید راه سومی به‌وجود بیاد که بیان گر مسیر صحیح سیاست باشد. جلیل محبی دربارهٔ ابراهیم رییسی در توییتی جنجالی گفته است او صلاحیت اداره یک ساختمان ۵ طبقه را ندارد. جلیل محبی در مجلس نهم از تهران کاندیدا شد اما از ورود به مجلس بازماند.

## دبیری ستاد امر به معروف و نهی از منکر
در ۱ اسفند ماه ۱۳۹۷ کاظم صدیقی با رسیدن به ریاست ستاد امر به معروف و نهی از منکر، جلیل محبی را به‌عنوان دبیر این ستاد معرفی کرد. وی در نامه سرگشاده ای به کاظم صدیقی نوشت و مدعی شد اولویت امر به معروف مسئولین بر حجاب خواسته علی خامنه ای است. او معتقد است اصولگرایان از افکار شهید بهشتی دور شده‌اند و همین امر موجب گسست آنان با اجتماع شده است. شعار جلیل محبی در ستاد امر به معروف جمله ای از عبدالله جوادی آملی بود که گفته است: ظاهر مردم باطن مسوولین جمهوری اسلامی است. او معتقد است راه اصلاح جامعه و مردم اصلاح مسئولان است و بارها در سخنرانی‌ها عبارت الناس علی دین ملوکهم یعنی الناس علی دین ماها را از علی خامنه ای نقل کرد.

## فعالیت در فضای مجازی
جلیل محبی از جمله مسئولان جمهوری اسلامی است که در توییتر و اینستاگرام بسیار فعال است و ایده‌هایش را موضوعات مختلف را در کانال تلگرامی اش منتشر می‌کند و در مواردی افزون بر دیدگاه‌ها و رفتارهای او در جلوی دوربین صدا و سیما. برخی از پست‌های او حاشیه‌ساز و جنجالی شده است.
او در مورد استفاده از فیلترشکن با استناد به قانون جرائم رایانه ای گفته است: در جمهوری اسلامی ایران استفاده از فیلتر شکن جرم نیست ولی خرید و فروش آن جرم است اما من از فیلتر شکن دانلودی رایگان استفاده می‌کنم. او در این زمینه گفته است در ایران شرع حاکم نیست بلکه قانون حاکم است و تا زمانی که قانونی برای ممنوعیت استفاده از فیلتر شکن وجود نداشته باشد استفاده از آن جرم نیست.

## مناظره جنجالی با تاجزاده
جلیل محبی مناظرات متعددی از جمله صادق زیبا کلام، علی علیزاده، غلامحسین الهام، محسن برهانی، ابراهیم فیاض و سعید شریعتی داشته است اما در بهمن ماه ۱۳۹۸ مناظره جلیل محبی به‌عنوان اصولگرا با مصطفی تاجزاده اصلاح طلب پیرامون شورای نگهبان جنجالی شد و حواشی فراوانی ایجاد کرد و او را در شبکه‌های اجتماعی بر سر زبان‌ها انداخت.

## فعالیت در مجلس
جلیل محبی ۲۳ بهمن ۱۳۸۷ به عضویت هیئت علمی مرکز پژوهشهای مجلس و در همان زمان به مدیر کلی مرکز پژوهش‌های مجلس منصوب شد و تا کنون عضو هیئت علمی مرکز پژوهش‌های مجلس است و علاوه بر وکالت دادگستری وکیل دادگاه ویژه روحانیت نیز می‌باشد. وی مدعی است مهم‌ترین نقش او در مجلس نگارش بخشی از قانون مجازات اسلامی مصوب ۱۳۹۲ بوده است که یک کتاب دو جلدی نیز در شرح آن قانون در هزار و دویست صفحه نوشته است. جلیل محبی در عرصه حقوق کیفری نظریه ای را دنبال می‌کند که در چند مقاله به آن پرداخته و معتقد است قوانین کشور از بی ضابطه بودن افراطی رنج می‌برد و باید برپایه نظریات اسلامی و با استفاده تجربیات بشری باشد.

### تلاش برای تصویب لایحه حجاب و عفاف
در ۱۷ مرداد ۱۴۰۲ محسن برهانی، جرم‌شناس و وکیل دادگستری، در توئیتی با «ننگین» خواندن لایحهٔ حجاب اجباری نوشت که در تنظیم متن نهایی این لایحه سه نفر شامل «آقایان قالیباف، غضنفرآبادی و جلیل محبی» نقش کلیدی داشته‌اند.